# Послание в бутылке (роман)
«Послание в бутылке» (англ. Message in a Bottle) — второй роман Николаса Спаркса, опубликованный в 1998 году. Спаркс признавался, что роман вдохновлён историей любви его родителей. В 1999 году роман был экранизирован, с участием Кевина Костнера и Робин Райт Пенн в главных ролях.

## Сюжет
Гаррет Блейк, не в силах смириться с гибелью любимой жены, вновь и вновь запечатывает в бутылки, отчаянные, полные любви и тоски письма и бросает их в море, уже не рассчитывая получить ответ.
Однажды Тереза Осборн, разведённая мать-одиночка и преуспевающая журналистка, занимаясь на побережье по утрам бегом трусцой, находит на берегу закупоренную бутылку с письмом внутри. Оно содержало такие искренние и чувственные признания в любви, что Тереза решила несмотря ни на что разыскать автора послания.